# Diosma recurva
Diosma recurva är en vinruteväxtart som beskrevs av Cham. Diosma recurva ingår i släktet Diosma och familjen vinruteväxter. Inga underarter finns listade i Catalogue of Life.